# Hôtel Pellerin
L'hôtel Pellerin est un hôtel particulier situé sur la commune de Châtillon-sur-Indre, en France.

## Localisation
L'hôtel est situé sur la commune de Châtillon-sur-Indre, située dans le département de l'Indre, en région Centre-Val de Loire. 

## Description
L'intérêt de cet hôtel réside essentiellement dans la galerie à deux niveaux qui borde la cour au sud, élevée au cours du dernier quart du XVIe siècle. Cette galerie présente beaucoup d'analogies avec la façade sur la rue Grande de l'hôtel dit d'Henri III. Ils ont été bâtis l'un et l'autre probablement sous le règne d'Henri III, dans ces années où s'est formé le style classique.

## Historique
L'hôtel est inscrit partiellement au titre des monuments historiques par arrêté du 4 mars 1999.